# Rodrigo Astudillo
Rodrigo Daniel Astudillo (Jesús María, Córdoba, Argentina, 23 de noviembre de 1977) es un exfutbolista argentino. Jugaba como delantero.

## Trayectoria
Con el Club Atlético Talleres de Córdoba logró ser campeón de la segunda división argentina en 1998 ante Belgrano de Córdoba (venciendo por penales tras igualar 2-2 en el global)
En 1999 fue Campeón de la última edición de la Copa Conmebol venciendo en la final al Sportivo Alagoano de Brasil(2-4/3-0). Continuó en Talleres hasta mediados de 2001 para continuar su carrera en el Cruz Azul de México. Tras un rendimiento irregular recaló en San Lorenzo de Almagro. En el conjunto santo,fue campeón de la Copa Sudamericana 2002, anotando 4 tantos en esta edición.
Llegó a Alianza Lima de la mano de Rubén Darío Insúa, entrenador que lo dirigió en San Lorenzo, llega como refuerzo para jugar la Copa Libertadores 2005, en su estancia en el club solo anotó un gol.
Llega el 2007 como refuerzo al recíén ascendido América de Natal club en el cual llegó como figura luego de ser goleador en el Torneo Clausura 2006 con Universidad de Chile anotando 7 goles, a final de temporada desciende con el club potiguar.

## Clubes
| Club                 | País      | Año       |
| -------------------- | --------- | --------- |
| Talleres (Córdoba)   | Argentina | 1995-2001 |
| Cruz Azul            | México    | 2001      |
| Estudiantes La Plata | Argentina | 2002      |
| San Lorenzo          | Argentina | 2002-2004 |
| Talleres (Córdoba)   | Argentina | 2004      |
| Alianza Lima         | Perú      | 2005      |
| Nueva Chicago        | Argentina | 2006      |
| Universidad de Chile | Chile     | 2006      |
| América de Natal     | Brasil    | 2007      |
| Millonarios          | Colombia  | 2008      |
| América de Cali      | Colombia  | 2008      |

## Palmarés

### Campeonatos nacionales
- Campeón con Talleres de Córdoba (ascenso 1998)
- Campeón con Nueva Chicago (ascenso 2006)

| Título    | Club            | País     | Año     |
| --------- | --------------- | -------- | ------- |
| Primera A | América de Cali | Colombia | 2008-II |

### Copas internacionales
| Título            | Club                | País      | Año  |
| ----------------- | ------------------- | --------- | ---- |
| Copa Conmebol     | Talleres de Córdoba | Argentina | 1999 |
| Copa Sudamericana | San Lorenzo         | Argentina | 2002 |

### Distinciones individuales
| Distinción                       | Año  |
| -------------------------------- | ---- |
| Goleador de la Copa Sudamericana | 2002 |